# Piece of Mind
Piece of Mind ist das vierte Studioalbum der britischen Heavy-Metal-Band Iron Maiden. Das Album wurde am 16. Mai 1983 von EMI veröffentlicht.

## Entstehung
Nach der Beast-on-the-Road-Tour trennte sich Iron Maiden von Schlagzeuger Clive Burr. Burr weigerte sich bis zu seinem Tod, über diesen Split zu reden. Allgemein wird angenommen, dass musikalische Differenzen ausschlaggebend waren. Obwohl das Ausscheiden von Burr nicht freundschaftlich erfolgte, findet sich auf dem Album eine Widmung an ihn.
Nicko McBrain, der vorher unter anderem bei Trust und Pat Travers spielte, ersetzte Burr im Januar 1983.
Das Album wurde unter der Regie von Martin Birch in den Compass Point Studios in Nassau auf den Bahamas eingespielt.
Es enthält einige Gimmicks. Im Booklet befindet sich ein Bibelzitat aus der Offenbarung des Johannes:

„And God shall wipe away all the tears from their eyes; and there shall be no more Death. Neither sorrow, nor crying. Neither shall there be any more pain; for the former things are passed.“

Iron Maiden tauschte dabei das Wort „pain“ durch „brain“ aus, ein kleiner Seitenhieb auf den Albumtitel wie auch auf den Nachnamen des neu engagierten Schlagzeugers. Zwischen den Liedern The Trooper und Still Life befindet sich eine Rückwärtsbotschaft. Rückwärts abgespielt ergibt sich eine von McBrain gesprochene Nonsense-Passage.
Piece of Mind – ursprünglich sollte das Album Food for Thought heißen – ist die erste musikalische Veröffentlichung von Iron Maiden, welches nicht nach einem Liednamen benannt wurde.
Der Albumname ist ein englischer Wortwitz. Der Ausdruck „Peace of Mind“ bedeutet im Englischen so viel wie „Seelenfrieden“. Der gleich ausgesprochene (homophone) Albumtitel „Piece of Mind“ heißt in etwa „ein Stück Gehirn“.

## Titelliste
1. Where Eagles Dare (Steve Harris) – 6:10
2. Revelations (Bruce Dickinson) – 6:48
3. Flight of Icarus (Bruce Dickinson, Adrian Smith) – 3:51
4. Die with Your Boots On (Bruce Dickinson, Adrian Smith, Steve Harris) – 5:28
5. The Trooper (Steve Harris) – 4:10
6. Still Life (Dave Murray, Steve Harris) – 4:53
7. Quest for Fire (Steve Harris) – 3:41
8. Sun and Steel (Bruce Dickinson, Adrian Smith) – 3:26
9. To Tame a Land (Steve Harris) – 7:27

## Songinformationen
- Where Eagles Dare wird mit einem kurzen Drumsolo eingeleitet. Das Lied basiert auf dem gleichnamigen Roman von Alistair MacLean, welcher unter dem Titel Agenten sterben einsam auch verfilmt wurde.
- Revelations bezieht sich einerseits auf die Offenbarung des Johannes, andererseits wurde das Lied von den Schriften Aleister Crowleys beeinflusst. Die erste Strophe ist ein Auszug aus einem Gedicht von Gilbert Keith Chesterton. Strophe 2 und 3 handeln vom Hinduismus und Crowley.
- Flight of Icarus basiert auf der Sage von Ikarus, wurde aber leicht abgeändert, um Teenager anzusprechen, die gegen ihre Eltern rebellieren.[2]
- The Trooper zählt zu den beliebtesten Liedern von Iron Maiden. Der Text bezieht sich auf das Gedicht The Charge of the Light Brigade des britischen Dichters Alfred Tennyson, das im Krimkrieg angesiedelt ist. Es handelt von einer britischen Kavallerie, die gegen die russische Armee kämpfte und deren Kampf als „Attacke der Leichten Brigade“ in die Geschichte einging.[3]
- Quest for Fire handelt vom Film Am Anfang war das Feuer.
- Sun and Steel behandelt die Lebensgeschichte von Miyamoto Musashi, von vielen als der größte Samurai aller Zeiten bezeichnet. Das Lied wurde genau wie Quest for Fire nie live gespielt.
- To Tame a Land bedient sich der literarischen Vorlage Dune von Frank Herbert. Das Lied durfte nicht Dune genannt werden, da Herbert drohte, die Band zu verklagen. Steve Harris bezeichnet es als sein bestes Lied.[2]

## Singleauskopplungen

### Flight of Icarus
Flight of Icarus erschien am 11. April 1983. Auf dem Cover schießt Eddie den fliegenden Ikarus mit einem Flammenwerfer ab. Es war die erste Single von Iron Maiden, die auch in den Staaten ausgekoppelt wurde. In Deutschland und Großbritannien erschien die Single außerdem als Picture Disc. Sie erreichte in Großbritannien Platz #11 und wurde in Amerika oft im Radio gespielt, was ihr Platz #12 der Rock Radio Charts und Platz #8 der Billboard-Mainstream-Rock-Charts. Die B-Seite ist ein Cover der Band Montrose. Das Lied war bereits B-Seite der Sanctuary-Single, zu dieser Zeit als Liveaufnahme und im ersten Line-Up mit Paul Di’Anno als Sänger.
1. Flight of Icarus – 3:51
2. I’ve Got the Fire – 3:53

### The Trooper
The Trooper erschien am 20. Juni 1983. Das Cover ist ein klassisches Motiv, welches oft gebootlegt und persifliert wurde. Es zeigt Eddie als britischen Kavalleristen, der mit einem Union Jack und gezogenem, blutbespritzten Degen über ein Schlachtfeld rennt. Eine ähnliche Illustration ist auf einer Südstaaten-Flagge zu finden. Die Single erschien auch als „Shaped Picture Disc“. Als B-Seite findet sich eine Coverversion des Jethro-Tull-Klassikers Cross-Eyed Mary. Die Single erreichte in Großbritannien Platz #12 der Charts.
1. The Trooper – 4:10
2. Cross-Eyed Mary – 3:55

### The Trooper 2005
Eine Neuveröffentlichung der Single von 2005 kletterte auf Platz #5 der englischen und der kanadischen Charts. Die Single enthält eine Live- und eine Studioversion des Stückes, sowie ein Live-Bonus-Track und die Videos des Lieds.
1. The Trooper (Live in Dortmund am 24. November 2003)
2. The Trooper (Albumversion)
3. Prowler (Live in Reykjavík am 7. Juni 2005)
4. The Trooper (Livevideo)
5. The Trooper (Promovideo)

Vinyl
1. The Trooper (Live in Dortmund am 24. November 2003)
2. The Trooper (Albumversion)
3. Murders in the Rue Morgue (Live in Reykjavík am 7. Juni 2005)

## Rezeption
Das Album erreichte in England Chartplatz 3 und in den USA Platz 14. Es gilt als eines der besten Alben der Band. Im Kerrang!-Magazin wurde das Album auf Platz 1 der besten Metal-LPs aller Zeiten gewählt.

## Video Pieces
Unter dem Titel Video Pieces wurde 1983 ein 18-minütiges VHS-Video veröffentlicht. Es enthält die Videos zu Run to the Hills, The Number of the Beast, Flight of Icarus und The Trooper. Das Video war eine der seltenen Veröffentlichungen, die nicht Eddie auf dem Cover zeigen.